# 니키 토랑
니콜라스 마리우 토랑 지 알메이다(포르투갈어: Nicholas Mario Torrão de Almeida, 1987년 11월 18일)는 남아프리카 공화국 출생의 마카오의 축구 선수로 현재 차오 팍 케이에서 공격수로 활약하고 있으며 국제 A매치 15경기 8골로 첸키엔싱(17골), 렁카항(12골)에 이어 마카오 대표팀 내에서 3번째로 최다 득점 기록을 보유하고 있다.

## 선수 경력

### 클럽
2005년 포르투갈 2부 리그 카사 피아 AC에서 프로 선수 생활을 시작했고 특히 2011년부터 2013년까지 윈저 아치 카이 소속으로 35경기 49골을 쏟아부으며 팀의 1부 리그 2시즌 연속 제패(2011년, 2012년)에 기여했고 2014년부터 2019년까지 벤피카 지 마카오 소속으로 78경기 42골을 터뜨리며 팀의 1부 리그 5시즌 연속 우승(2014년, 2015년, 2016년, 2017년, 2018년)과 마카오컵 2회 우승(2014년, 2017년)에 크게 일조했으며 2020년 스포르팅 클루브 드 마카오로 전격 이적하여 8경기 5골로 팀의 리그 4위에 일조한 뒤 2021년 차오 팍 케이로 이적했다.

### 국가대표팀
2011년 6월 11일 홍콩 U-21 대표팀과의 인터포트컵에 출전하여 이 경기에서 결승골을 뽑아내며 팀의 1-0 승리를 이끌었고 2014년 10월 14일 싱가포르와의 친선 경기에서 국제 A매치 첫 골을 기록했다. 
이후 2016년 AFC 솔리대리티컵에서 5경기 4골을 터뜨리는 맹활약으로 마카오 축구 역사상 첫 국제 대회 준우승을 이끌었으며 브루나이의 샤라젠 사잇과 라오스의 사이송캄 참파통과 함께 이 대회 공동 득점왕에 올랐다. 
그리고 라오스와의 친선 경기에서 개인 A매치 6번째 득점을 올렸고 2019년 AFC 아시안컵 3차 예선에서도 인도와의 A조 4차전과 키르기스스탄과의 5차전에서 각각 1골씩 터뜨렸다.

## 수상 내역

### 클럽
윈저 아치 카이
- 리가 드 일리트 : 우승 (2011, 2012)

벤피카 지 마카오
- 리가 드 일리트 : 우승 (2014, 2015, 2016, 2017, 2018)
- 마카오컵 : 우승 (2014, 2017)

### 국가대표팀
마카오
- AFC 솔리대리티컵 : 준우승 (2016)

### 개인
- AFC 솔리대리티컵 : 득점왕 (2016)